# Lijst van rijksmonumenten in Dussen
De plaats Dussen telt 15 inschrijvingen in het rijksmonumentenregister. Hieronder een overzicht.
| Object | Oorspronkelijke functie?  | Bouwjaar                   | Architect | Locatie          | Coördinaten?                  | Nr.?   | Afbeelding                                                                 |
| --- | ------------------------- | -------------------------- | --------- | ---------------- | ----------------------------- | ------ | -------------------------------------------------------------------------- |
| Kasteel Dussen (kasteel-raadhuis)                                                                                                   | Kasteel, buitenplaats     | 14e eeuw                   |           | Binnen 1         | 51° 44' 1" NB, 4° 58' 10" OL  | 14202  | Meer afbeeldingen                                                          |
| Boerderij onder hoog, met riet gedekt wolfdak                                                                                       | Boerderij                 | midden 19e eeuw            |           | Binnen 3         | 51° 44' 2" NB, 4° 58' 15" OL  | 14203  | Meer afbeeldingen                                                          |
| Boerderij onder met riet gedekt wolfdak                                                                                             | Boerderij                 | midden 19e eeuw            |           | Binnen 31        | 51° 44' 7" NB, 4° 59' 8" OL   | 14204  | Meer afbeeldingen                                                          |
| Boerderij van het dwarsdeeltype met invloed van de late vlaamse schuurvorm, gedateerd met jaartalanker in de gepleisterde voorgevel | Boerderij                 | 1759                       |           | Dussendijk 29    | 51° 44' 13" NB, 4° 56' 54" OL | 14205  | Meer afbeeldingen                                                          |
| Boerderij onder rieten wolfdak, met dwarshuis en oorspronkelijk ook dwarsdeel                                                       | Boerderij                 | 1782                       |           | Hoek 47          | 51° 44' 13" NB, 4° 56' 60" OL | 14206  | Meer afbeeldingen                                                          |
| Boerderij onder met riet gedekt wolfdak                                                                                             | Boerderij                 | 18e eeuw                   |           | Korn 39          | 51° 44' 55" NB, 4° 57' 19" OL | 14207  | Boerderij onder met riet gedekt wolfdak                                    |
| Boerderij van het dwarsdeeltype met invloed van de late vlaamse schuurvorm                                                          | Boerderij                 | 1767 (jaartalanker)        |           | Korn 26          | 51° 44' 40" NB, 4° 57' 9" OL  | 14208  | Boerderij van het dwarsdeeltype met invloed van de late vlaamse schuurvorm |
| Boerderij onder met riet gedekt wolfdak                                                                                             | Boerderij                 | 18e of 19e eeuw            |           | Korn 42          | 51° 44' 46" NB, 4° 57' 14" OL | 14209  | Boerderij onder met riet gedekt wolfdak                                    |
| Voormalige herberg, "Den Boerendans"                                                                                                | Boerderij                 | 18e eeuw                   |           | Korn 50          | 51° 44' 56" NB, 4° 57' 20" OL | 14210  | Meer afbeeldingen                                                          |
| Boerderij evenwijdig aan de dijk gelegen                                                                                            | Boerderij                 | derde kwart 19e eeuw       |           | Korn 60          | 51° 45' 1" NB, 4° 57' 22" OL  | 14211  | Meer afbeeldingen                                                          |
| Boerderij onder rieten wolfdak, met dwarshuis en dwarsdeel                                                                          | Boerderij                 | eind 18e of begin 19e eeuw |           | Muilkerk 24      | 51° 44' 10" NB, 4° 57' 53" OL | 14213  | Boerderij onder rieten wolfdak, met dwarshuis en dwarsdeel                 |
| Boerderij onder hoog rieten wolfdak                                                                                                 | Boerderij                 | eerste helft 19e eeuw      |           | Muilkerk 28      | 51° 44' 7" NB, 4° 57' 49" OL  | 14214  | Meer afbeeldingen                                                          |
| Noordeveldse Molen | Industrie- en poldermolen | 1795 / 1997                |           | Korn Boezemweg 4 | 51° 45' 7" NB, 4° 57' 57" OL  | 14215  | Meer afbeeldingen                                                          |
| Villa Anna Maria | Woonhuis                  | 1875                       |           | Binnen 5         | 51° 44' 2" NB, 4° 58' 18" OL  | 520436 | Villa Anna Maria                                                           |
| Kortgevelboerderij | Boerderij                 | 1880                       |           | Korn 12          | 51° 44' 23" NB, 4° 57' 2" OL  | 520437 | Meer afbeeldingen                                                          |